# Sankt Ansgars Skole
 Der er for få eller ingen kildehenvisninger i denne artikel, hvilket er et problem. Du kan hjælpe ved at angive troværdige kilder til de påstande, som fremføres i artiklen.

Sankt Ansgars Skole er en katolsk privatskole beliggende i hjertet af Nørrebro. Skolens grundlag bygger på det katolsk-kristne livs- og menneskesyn, hvilket betyder, at mange af skolens traditioner og særlige tilbud derfor har deres udspring i kirkeåret og katolsk praksis.
Skolen er to-sporet fra børnehaveklasse til og med 9. klassetrin. Der undervises i engelsk fra 1. klasse. Når skoledagen er endt, går flertallet af eleverne til Sankt Johannesgården.
Skolens nabo er Sakramentskirken og skolen er tilknyttet denne kirke. De af skolens elever, der ikke er katolikker, tilknyttes i stedet Sankt Johannes Kirke.
Sammen med 21 andre katolske skoler i Danmark er Sankt Ansgars Skole organiseret i Foreningen af Katolske Skoler i Danmark.

## Historie
Den 6. november 2006 fejrede Sankt Ansgars Skole sin 100 års fødselsdag. Dagen markerede, at der i 100 år havde ligget en katolsk skole på Nørrebro. Men faktisk har Sankt Ansgars Skole rødder, der går endnu længere tilbage.
Hvor langt tilbage Sankt Ansgars Skole har rødder, ved man faktisk ikke helt præcist, men vi skal i hvert fald tilbage til den 22. april 1816, hvor den første katolske menighedsskole i København oprettedes i forbindelse med den katolske kirke i Bredgade. Dengang fandtes Nørrebro slet ikke. Området var domineret af marker og af den nærliggende lystgård Blågården, der havde navn efter sine blå teglsten på taget. Også gårdene Solitude og Store Ravnsborg lå her i området. En støvet vej gik fra København på den anden side af søerne mod Frederiksborg. Vejen kaldtes Frederiksborgvej. I dag hedder den Nørrebrogade. Gårdene lå langs med vejen og lige efter gården Store Ravnsborg drejede en sidevej af mod nord. Denne vej gik gennem fælleden mod Lyngby, og vi kender i dag som Fælledvej.
Inde i København var Sankt Ansgars Kirke blevet bygget i Bredgade i 1742. I forbindelse med kirken oprettedes en lille menighedsskole, der skulle undervise børnene fra de meget få katolske familier i byen. Kirken og den tilhørende skole levede en tilbagetrukket tilværelse. Enevælden herskede, og der var ikke religionsfrihed i Danmark endnu. De fleste katolikker dengang var udlændinge, og både kirken og skolen var blevet bygget på dispensation, så de udenlandske katolikker havde et sted at gå hen.
I 1849 ophørte enevælden og Danmark fik en ny grundlov. Grundloven gav religionsfrihed, og i 1856 flyttede de første Sankt Joseph søstre til landet for at begynde deres virke.
I 1873 begyndte opførelsen af Sankt Joseph søstrenes hospital i Griffenfeldsgade i den nye bydel Nørrebro, hvor manglende byplanlægning gjorde, at man frit kunne bygge, hvad man lystede. Søstrene byggede først og fremmest hospitalet, der fik afgørende betydning for områdets udvikling. Sammen med hospitalet bygges et kapel, hvor områdets katolikker samles til messe om søndagen.
Sankt Joseph søstrene fik også afgørende betydning for de katolske skoler i Danmark. Over hele landet skød små katolske skoler op. Langt de fleste af disse skoler blev oprettet med Sankt Joseph søstrene som initiativtagere. Andre ordenssamfund oprettede også katolske skoler i Danmark, men ingen af disse i nær så høj grad som Sankt Joseph søstrene. Søstrenes betydning for de katolske skoler i Danmark er uden sidestykke. Allerede i 1889 var kapellet i hospitalsbygningen i Griffenfeldsgade ved at blive for lille og den energiske pastor Anton Neuvel begyndte at se sig om efter en byggegrund, hvor man kunne opføre en egentlig kirke. I 1889 blev skødet til grunden på Nørrebrogade 27 underskrevet, men der skulle endnu gå en rum tid, før kirkebyggeriet kunne komme i gang. Grundens beliggenhed var perfekt. Krydset mellem Fælledvej og Nørrebrogade var allerede dengang et centralt kryds på Nørrebro.
I år 1900 begyndte byggeriet af kirken på byggegrunden Nørrebrogade 27. Omtrent samtidig var den lille skole ved Sankt Ansgars Kirke i Bredgade ved at blive for lille til at rumme de mange børn, der søgte optagelse på skolen. Løsningen blev at oprette sogneskoler ved de nye sognekirke, man var ved at bygge rundt omkring i det hastigt voksende København.
Den 6. november 1906 åbnede Sankt Josephs Skole i Griffenfeldsgade 7. Skolen var drevet af Sankt Joseph søstrene, og kun katolikker kunne gå på skolen. Adressen i Griffenfeldsgade var midlertidig. Når kirken stod færdig var det meningen, at skolen skulle flytte ind i ejendommen ved siden af. Den 19. juli 1915 nedlagdes grundstenen til kirken og den 17. november 1916 var kirken færdigbygget, men først i 1923 flyttede Sankt Josephs Skole ind i bygningerne ved siden af kirken.
På det tidspunkt gik ca. 30 elever på Sankt Josephs Skole. Indtil da havde skolens lokaler været udlejet til Femmers Kvindeseminarium (oprettet i 1861), men i 1923 flyttede seminariet til nye lokaler.
I årene mellem de to verdenskrige opstod behovet for nogle større skoler i stedet for de små sogneskoler. Den ene store skole efter den anden var skudt op rundt omkring i København, og den nye katolske biskop af København Theodor Suhr besluttede at sammenlægge tre små sogneskoler til en stor skole. De tre skoler var Sankt Mariæ på Frederiksberg (oprettet som pigeskole i 1884 og efterfølgende også med en afdeling for drenge den 1892), Sankt Ansgars Skole i Bredgade (oprettet i 1816) og Sankt Josephs på Nørrebrogade (oprettet 1906). Den sammenlagte skole skulle ligge, hvor Sankt Josephs Skole ligger, og den blev indviet den 1. april 1940 med navnet Katolsk Centralskole, da ingen af de tre skoler skulle føle sig forfordelt.
Den nye skole havde et elevgrundlag på ca. 100 elever til at begynde med, men tallet voksede hurtigt i løbet af besættelsen. I 1947 fik skolen autorisation til også at have elever i mellemskole og til at føre disse op til realeksamen. Denne autorisation fik stor betydning for skolens udvikling. Første hold på 7 realister dimitterede i 1953 og kort efter blev det nødvendigt administrativt at opdele skolen i en periode. Fra 1955 blev John S. Lunddorf skoleinspektør for underskolen og den eksamensfri mellemskole, mens skolens leder siden 1940 Helge Kiærulff fortsatte som skoleinspektør for mellem- og realskolen.
I tiden efter besættelsen blev skolen i stigende grad åbnet for ikke-katolske elever, ligesom det i stigende grad blev nødvendigt at ansætte lærere, da der ikke var søstre nok til at dække behovet. Tidligere havde Sankt Josephs søstrene og de lokale præster forestået næsten al undervisningen. Skolen voksede hurtigt i løbet af 1950erne. De 100 elever i 1940 blev til mere end 500 elever. Skolen var endda lokalemæssigt mindre den nuværende Sankt Ansgars Skole, da dele af forhuset ud mod Nørrebrogade blev brugt til beboelse. I forhuset boede bl.a. de Sankt Joseph søstre, der arbejdede på skolen. Billedet øverst på siden er fra 1953. Jette (pigen der holder skiltet med sin venstre hånd) er startet i 1b sammen med sine 27 klassekammerater. Unægteligt nogle andre klassekvotienter end på Sankt Ansgars Skole i dag.
Sankt Joseph søstrenes arbejde i tiden efter besættelsen er sigende for den tradition, der stadigvæk præger Sankt Ansgars Skole den dag i dag. I en tid, hvor kommunale fritidsordninger endnu ikke eksisterede, så søstrene en særlig forpligtigelse i at tage sig af de elever på skolen, der havde særligt vanskelige kår hjemme. Under ledelse af Sr. Ansgaria tog søstrene på hjemmebesøg for på den led at få et indgående kendskab til elevernes baggrund. I mange hjem var begge forældre udearbejdende, og børnene var efter skoledagen overladt til sig selv. Søstrene oprettede derfor en pasningsordning på skolen. Mellem 80 og 100 elever benyttede sig af tilbudet. Eleverne spiste hjemme, men kunne ellers opholde sig i pasningsordningens lokaler helt til kl. 21.00 om aftenen. Et andet initiativ, der var langt forud for sin tid, var tilknytningen af en sundhedsplejerske til skolen. Længe inden de kommunale sundhedsplejersker fik deres gang på de Københavnske skoler, havde Sankt Joseph søstrene på Nørrebro afset en søster til formålet. Hun kunne tage rundt i hjemmene og hjælpe med alt fra fødsler til sygdom.
I fortællingen om skolens historie kommer man ikke uden om bjælkehytten Friheden i Asserbo. Ligesom i dag havde det sociale samvær mellem elever og lærere og eleverne indbyrdes en høj prioritet for Sankt Joseph søstrene på Katolsk Centralskole. I Asserbo i Nordsjælland havde skolen fået en primitiv bjælkehytte foræret i 1942 og her cyklede man ofte til for at give eleverne et afbræk fra hverdagen. Når man i dag læser de gamle beretninger fra dengang er turene til Friheden beskrevet med en særlig stor glæde og entusiasme. Der er ingen tvivl om, at stedet for flere generationer af elever på skolen blev et vigtigt åndehul i hverdage såvel som ferier. Friheden i Asserbo findes stadigvæk. Indtil for få år siden tog børnehaveklasserne hvert år til Asserbo på lejrskole.
Den 1. april 1969 blev Sankt Ansgars Skole en selvejende institution med en bestyrelse og struktur, som vi stort set kende den i dag. Indtil da havde den katolske biskop været skolens egentlige overhoved. I takt med at søstrenes engagement i skolen blev mindre og antallet af egentligt ansatte blev større opstod behovet for at ændre skolens virksomhedsstruktur. Den katolske biskop slap dog ikke helt taget i skolen. Han havde ret til at udpege flertallet af bestyrelsens medlemmer, ligesom den stedlige sognepræst havde fast sæde i skolens bestyrelse.
I januar 1988 skiftede skolen navn fra det efterhånden meningsløse Katolsk Centralskole til Sankt Ansgars Skole. Med det nye navn vendte man tilbage til rødderne – til den ældste af de oprindelige skoler. Så selvom Sankt Ansgars Skole fejrede sin 100 års fødselsdag den 6. november 2006, så har skolen rødder, der går næsten dobbelt så langt tilbage i tiden.
Der er ingen Sankt Joseph søstre, der underviser på de katolske skoler mere. Søstrene har dog stadigvæk indflydelse på udviklingen på mange af de skoler, de gennem tiden har grundlagt. I dag er det dog mere gennem bestyrelsesarbejde end direkte i skoledagligdagen.

## Skoleledere
- Sr. Margrethe (1906 – 1909)
- Sr. Anna Marie (1909 – 1911)
- Sr. Charlotte (1911 – 1917)
- Sr. Margrethe (1917 – 1922)
- Sr. Adrienne (1922 – 1927)
- Sr. Johanne Marie (1927 – 1936)
- Sr. Theodorine (1936 – 1939)
- Sr. Florida (1939 – 1940)
- Helge T. D. Kiærulff (1940 – 1968)
- Ole Dam (1968 – 1978)
- Ole Meyer (1978 – 1991)
- Kirsten Hanberg (1991 – 2007)
- Kirsten Poulsen (2007 – 2022)
- Malene Funch Sørensen (2022 – )